# Конкурентна перевага
Конкуре́нтна перева́га — перевага над конкурентами, що досягається за рахунок пропонування споживачам товарів вищої якості або завдяки низьким цінам, або через надання великих вигод, які компенсують високі ціни на товари і послуги.
Конкурентоспроможність може бути оцінена тільки в рамках групи фірм, що випускають однакові товари. Конкурентоспроможність — поняття відносне, та сама фірма в рамках регіональної групи може бути визнана конкурентоспроможною, а в рамках світового ринку — ні.

## Зовнішня і внутрішня стратегії
Конкурентна перевага може бути зовнішньою і внутрішньою. Зовнішня базується на відмітних якостях товару, які утворюють цінність для покупця, внутрішня — на перевазі фірми щодо витрат виробництва, які менші ніж у конкурентів, що ґрунтується на організаційному і виробничому ноу-хау фірми.
Конкурентні переваги є концентрованим проявом переваги над конкурентами в економічній, технічній, організаційній сферах діяльності підприємства, які можна виміряти економічними показниками (додатковий прибуток, вища рентабельність, ринкова частка, обсяг продажів). Необхідно особливо підкреслити, що конкурентну перевагу не можна ототожнювати з потенційними можливостями компанії. На відміну від можливостей, — це факт, що фіксується в результаті реальних й очевидних переваг покупців. Саме тому в практиці бізнесу конкурентні переваги є головною метою й результатом господарської діяльності.
Відносність конкурентної переваги проявляється в прихильності до конкретних умов і причин. Товар, що має переваги за ціною на одному географічному ринку, може не мати цієї переваги на іншому. І навпаки, товар, що терпить комерційний провал, що витісняється з ринку, через певний час може мати успіх внаслідок, наприклад, виходу основного конкурента, зміни крос курсу валют, стрибка інфляції, вдало проведеної рекламної кампанії. Із цього видно, що конкурентна перевага будь-якого конкретного економічного об'єкта не може бути універсальною. При його аналізі фактор прив'язки до реальних ринкових умов повинен обов'язково враховуватися.
Спеціалізована індустрія — індустрія, в рамках якої існує багато можливостей для створення конкурентних переваг, що можуть досягати величезних розмірів і забезпечують високий рівень повернення вкладених коштів.
Фрагментарна індустрія — характеризується широкими можливостями для створення конкурентних переваг, при цьому кожна з переваг невелика.

## Види конкурентних переваг
Основними видами конкурентних переваг є:
- ресурсні: наявність доступу до дешевої і якісної сировини; налагоджена система ефективного використання ресурсів; постачальники;
- технологічні: наявне сучасне обладнання, що ефективно впливає на продуктивність і якість товарів; патентовані технології;
- інтелектуальні (управлінські): висококваліфіковані працівники; наявність оптимальної системи менеджменту;
- ринкові: можливість доступу до ринків; висока частка ринку, каналів розподілу; наявність реклами, ефективної системи збуту і післяпродажного обслуговування;
- інноваційні: забезпечуються за рахунок застосування у виробничій діяльності господарюючого суб'єкта результатів НДДКР і дозволяють формувати різноманітність асортименту продукції, що випускається з удосконаленими характеристиками;
- культурні: характеризуються близькістю або відмінностями культури країни; дозволяють суб'єктам господарювання успішно функціонувати в країнах з близької культурою[1].